# Коту Чорий
Коту Чорий (на румънски: Cotu Ciorii) е село в югоизточна Румъния, част от община К. А. Росети в окръг Бузъу. Населението му е около 690 души (2002).
Разположено е на 49 метра надморска височина в Долнодунавската равнина, на 27 километра югоизточно от град Бузъу и на 60 километра западно от река Дунав.